# Halicyclops caridophilus
Halicyclops caridophilus – gatunek widłonoga z rodziny Halicyclopidae. Nazwa naukowa tych skorupiaków została opublikowana w 1947 roku przez amerykańskiego hydrobiologa Arthura Grovera Humesa (1916-1999). 